# Caran d'Ache (tekenaar)

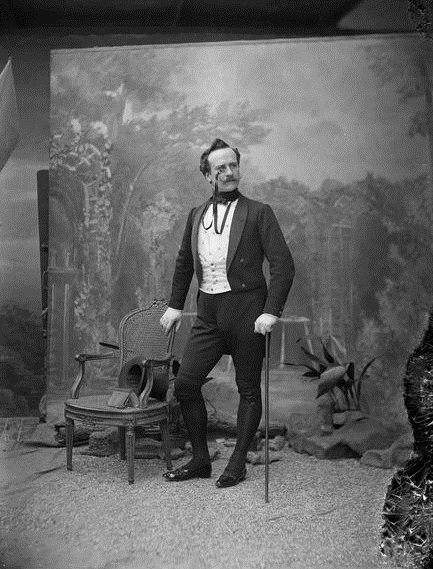
Portret van Caran d'Ache (1890)

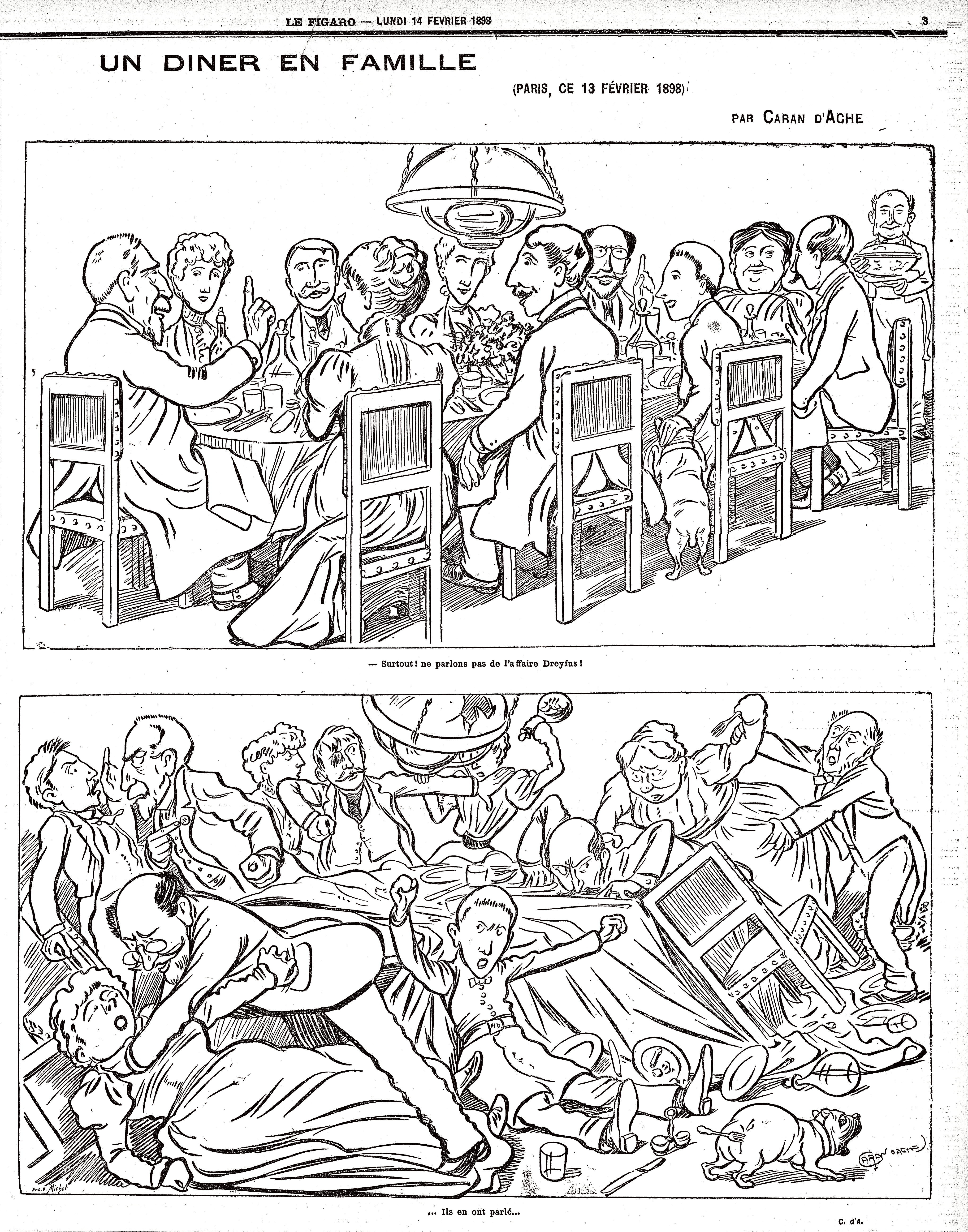
Caran d'Ache' bekendste spotprent. De Dreyfus-affaire verdeelde de gehele Franse maatschappij. Caran d'Ache beeldt hier een fictief Frans familiediner af. Bovenaan merkt iemand op "Laten we het niet over de Dreyfus-affaire hebben". Onderaan is de familie aan het vechten en luidt het onderschrift "...ze hebben het besproken...".

Caran d'Ache was het pseudoniem van de 19e-eeuwse Franse satirische en politieke tekenaar Emmanuel Poiré (1858-1909).
Caran d'Ache komt van het Russische woord karandaš (карандаш), dat potlood betekent. Het is een Turks leenwoord kara dash, letterlijk: zwarte steen.
De Zwitserse producent van kunstbenodigdheden Caran d'Ache is naar hem genoemd. 

## Biografie
Geboren op 6 november 1858 in Moskou als kleinzoon van een Officier-Grenadier in Napoleons Grande Armée, die gewond was geraakt tijdens de Slag van Borodino en achtergebleven was in Rusland. Nadat zijn grootvader overleden was werd hij geadopteerd door een Poolse familie waar hij zijn latere echtgenote ontmoet heeft.
In 1877 emigreerde Caran d'Ache naar Frankrijk, waar hij het Franse staatsburgerschap aannam en hij vijf jaar in het Franse leger diende. In het leger had hij de taak uniformen te ontwerpen en droeg bij aan de legerkrant La Vie militaire met satirische illustraties, waaronder sommige karikaturen van het Duitse leger. 
Caran d'Ache overleed op 25 februari 1909, op 51-jarige leeftijd. 

## Werk
Waar zijn eerste werk zeer positief was over de napoleontische periode, ging hij door met het maken van "verhalen zonder woorden" en als een medewerker van kranten als Lundi du Figaro wordt hij soms genoemd als een van de voorgangers van striptekenaars. Het was ook zijn ambitie om een nieuw soort roman te creëren door innovatie van de vorm van de vertelling. Hij noemde dit le roman dessiné. Dit werk van Caran d'Ache bleef echter onafgewerkt en werd pas in 1999 in onafgewerkte vorm gepubliceerd.
1880: Zijn eerste tekeningen van militaire karikaturen worden gepubliceerd in La Chronique Parisienne.
1892: Caran d'Ache publiceert Carnet de Chèques ("Chequeboekje") over het Panamaschandaal.
1895: Eerste publicaties van cartoons (iedere maandag) in het dagblad Le Figaro, en later voor het populaire weekblad Le Rire. Caran d'Ache tekent ook woordloze strips voor het weekblad Chat Noir.
1898: Émile Zola publiceert J'Accuse, wat de Dreyfus-affaire aan het licht bracht. 
Met medecartoonist Jean-Louis Forain richtte hij Psst... ! op, een magazine met 85 uitgaven dat  volledig bestond uit cartoons van Caran d'Ache en Forain. In het blad werden de samenleving en zijn schandalen tot karikaturen gemaakt, waarbij gewelddadig antisemitisme voorkwam en de eer van het leger verdedigd werd.